# Swojków (Sainte-Croix)
Pour les articles homonymes, voir Swojków.
Swojków est une localité polonaise de la gmina de Lipnik, située dans le powiat d'Opatów en voïvodie de Sainte-Croix.